# Cinzia Catania
Cinzia Catania (* 28. Oktober 1988 in Aarau) ist eine Schweizer Sängerin und Komponistin mit sizilianischen Wurzeln. Ihre Stilrichtungen gehen von Jazz, Latin und World Music über Pop und elektronische Musik bis hin zur Schweizer Volksmusik.

## Leben
Cinzia Catania wuchs in Lenzburg auf. Bereits als Kind spielte sie Querflöte und sang. Beim Festival «Jazzaar» in Aarau, wo der Jazznachwuchs eine Woche lang mit amerikanischen Stars probt, entdeckte sie ihre Leidenschaft für den Jazz. Seitdem spielt Catania in verschiedensten Ensembles, Projekten und Bands.
Nach der Matura studierte sie auf Empfehlung des New Yorker Saxophonisten Mark Gross ein Jahr lang am Prins Claus Conservatorium in Groningen bei renommierten Künstlern wie Dena DeRose, Alex Sipiagin, Don Braden und Mark Gross. Ihrer Lehrerin Dena DeRose folgend, entschied sich Catania für die Fortsetzung ihres Studiums am Jazzinstitut der Kunst-Universität Graz u. a. bei Ed Partyka, Stjepko Gut, Mary Frances Lubahn, Annette Giesriegl und Ed Neumeister. 2014 schloss sie das Bachelor-Studium in Jazzgesang mit Summa cum laude ab. Das folgende Masterstudium in Gesangspädagogik an der Hochschule Luzern u. a. bei Susanne Abbuehl beendete sie erfolgreich im Jahr 2016. Ein Zweitstudium in Komposition ebenfalls an der Hochschule Luzern bei Ed Partyka und Dieter Ammann schloss Catania 2018 mit einem weiteren Master ab.

## Werk
Catania spielt mit ihrem Quartett aktuellen Jazz mit einer grossen stilistischen Breite. Für eine Jazzsängerin hat sie eine jazzuntypische, klare, hohe Stimme, die zu ihrem Markenzeichen wurde. Sie wechselt oft zwischen Bauch- und Bruststimme.
Sie tritt mit ihren Kompositionen in ganz Europa auf, zum Beispiel in den Niederlanden, in Österreich, Deutschland, Italien, Rumänien und der Schweiz, und hat bisher unter ihrem Namen zwei eigene Alben veröffentlicht (2016 und 2018). Mit Anatomy of Melancholy gewann sie 2017 den internationalen Kompositionswettbewerb JazzCompGraz.

## Diskografie
- 2016 – zusammen mit Pippo Corvino, Come to Light[4]
- 2018 – Anatomy of Melancholy[4]

## Presse
Für das Schweizer Jazz & Blues Magazin Jazz’n’more steht Catanias Album Come to Light für «ganze Klanggebirge, Chöre, grosses Orchester, grosse musikalische Gesten und viel Gefühl».
Auch Anatomy of Melancholy wurde hochgelobt. Die amerikanische Komponistin und Arrangeurin Maria Schneider, die beim Generations – International Jazzfestival Frauenfeld einen Kompositions-Workshop mit ausgewählten Schweizer Komponisten durchführte, würdigte die musikalische Umsetzung, Catanias eigene Sprache, eigene Stimme sowie die Lyrics des Albums. Mit den zahlreichen ungeraden Rhythmen und Rhythmuswechseln brachte Catania Schneider dabei als Dirigentin an ihre Grenzen.